# Achraf Hakimi
Hakimi  Mouh est un nom espagnol. Le premier nom de famille, en général paternel, est Hakimi ; le second, en général maternel, souvent omis, est Mouh.
Achraf Hakimi (en arabe : أَشْرَف حَكِيمِي, ʾAšraf Ḥakīmī ; en amazighe standard marocain : ⵄⵛⵀⵔⴰⴼ ⵃⴰⵊⵉⵎⵉ, Ɛchraf Ḥajimi) de son nom complet Achraf Hakimi Mouh, né le 4 novembre 1998 à Madrid, est un footballeur international marocain jouant au poste d'arrière droit au Paris Saint-Germain.
Formé au Real Madrid, il participe à l'UEFA Youth League avant de faire ses débuts en équipe première sous Zinédine Zidane, remportant la Ligue des champions 2017-2018. Il est ensuite prêté pendant deux saisons au Borussia Dortmund avant de signer un contrat définitif avec l'Inter Milan, club dans lequel il se révèle en remportant la Serie A en 2021. Après cette saison, il s'engage au Paris Saint-Germain FC, avec lequel il remporte le championnat quatre fois en 2022, 2023, 2024 et 2025.
À l'âge de dix-sept ans, il choisit de jouer en faveur de la sélection marocaine aux dépens de l'équipe nationale d'Espagne. Avec celle-ci, il participe à la Coupe du monde 2018, compétition où il est le troisième plus jeune joueur derrière Daniel Arzani et Kylian Mbappé. Il dispute également la CAN 2019 et 2022, la Coupe du monde 2022 et la CAN 2023.
En 2025, il reçoit le Prix Marc-Vivien Foé.

## Biographie

### Étymologie
Le nom Hakimi vient de l'arabe hakĩm « sage » et le prénom Achraf de charif « noble ».

### Enfance et formation à Madrid (1998-2017)

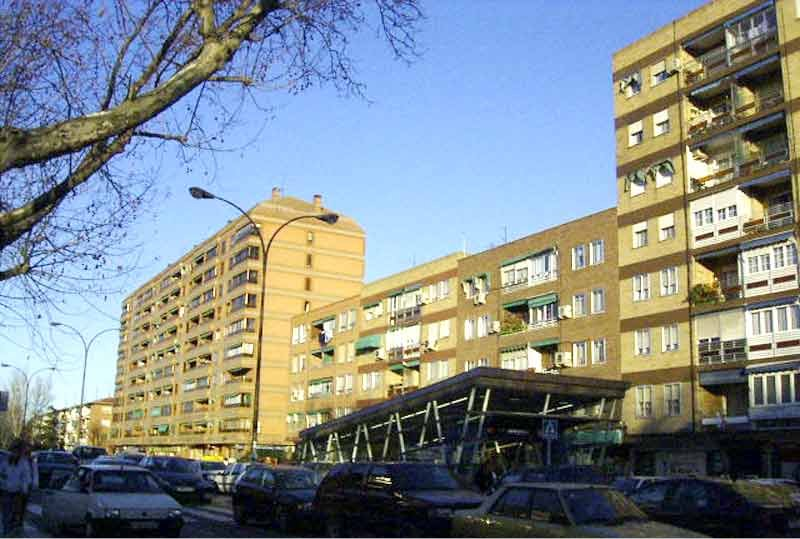
Getafe, banlieue de Madrid où a grandi Achraf Hakimi.

Achraf Hakimi naît le 4 novembre 1998 à Madrid de parents d'origine marocaine : son père Hassan Hakimi est originaire de Oued Zem et sa mère, Saïda Mouh de Ksar El Kébir. Le couple s'installe en 1980 en Espagne.
Achraf Hakimi grandit à Getafe, là où sa famille vit toujours, avec sa petite sœur Ouidad Hakimi et son frère Nabil Hakimi,. Achraf Hakimi est issu d'une famille pauvre : son père, Hassan Hakimi est un vendeur de rue et sa mère, Saïda, est nettoyeuse dans des chantiers pour subvenir aux besoins familiaux. Bilingue, il s'exprime en dialecte marocain à la maison et espagnol à l'école et dans le football.
Achraf Hakimi s'initie au football dans un club de Madrid, le Club Deportivo Colonia Ofigevi (es). Enfant, il est fan de l'équipe du Maroc, notamment des joueurs Marouane Chamakh et Noureddine Naybet. En 2006, alors qu'il est âgé de sept ans, il rejoint l'académie du Real Madrid. Il s'inspire tout au long de sa jeunesse de la carrière du footballeur brésilien Marcelo, rêvant de jouer à ses côtés, révèle-t-il dans une interview avec la chaîne Al Aoula.
Avec l'équipe des moins de 19 ans du Real Madrid Castilla, il participe à l'UEFA Youth League lors de la saison 2015-2016 et atteint les demi-finales, battu sur le score de 1-3 face au Paris Saint-Germain. Lors de la saison suivante, le footballeur réalise un nouveau bon parcours avec la Castilla, en Youth League 2016-2017. Il atteint encore les demi-finales et une défaite 2-4 face au Benfica Lisbonne. Durant cette même saison 2016-2017, Hakimi évolue en troisième division espagnole avec l'équipe du Real Madrid Castilla en tant que titulaire, disputant en total 28 matchs. Faisant de bonnes prestations, le jeune joueur est souvent appelé par l'entraîneur français Zinédine Zidane pour prendre part aux stages ainsi qu'aux entraînements de l'équipe première du Real Madrid.

### Débuts en équipe première du Real Madrid (2017-2018)
En début de saison 2017-2018, les staffs médicaux du Real Madrid révèlent un problème cardiaque chez Dani Carvajal, joueur titulaire du Real Madrid au poste de latéral droit. L'entraîneur Zinédine Zidane compte alors sur les doublures, notamment Nacho et Achraf Hakimi, âgé alors de 19 ans. Hakimi débute avec l'équipe première le 1er octobre 2017 dans un match de Liga face à l'Espanyol Barcelone (victoire, 2-0). Le 9 décembre 2017, il marque son premier but face au FC Séville grâce à une passe décisive de Karim Benzema (victoire, 5-0). Le joueur termine la saison 2017-2018 en remportant la Ligue des champions, la Supercoupe d'Espagne, la Supercoupe de l'UEFA et la Coupe du monde des clubs. Le Real Madrid termine la Liga à la troisième place, derrière le FC Barcelone et l'Atlético Madrid. Achraf Hakimi joue 17 matchs pour deux buts marqués, toutes compétitions confondues.
Après la démission de Zinédine Zidane en fin de saison 2017-2018, Achraf Hakimi voit ses chances de devenir titulaire s'écrouler. Le jeune hispano-marocain remercie chaleureusement son entraîneur, pour toutes les chances qu'il lui a données, sous le maillot de l'équipe première. Persuadé d'être rétrogradé dans l'équipe du Real Madrid Castilla, le défenseur espère qu'un club évoluant dans un championnat de première division se signalera.
Prenant part à la Coupe du monde 2018 en juin, avec l'équipe du Maroc, il est éliminé au premier tour, en ayant fait bonne allure. Lors de cette Coupe du monde 2018, l'entraîneur Lucien Favre contacte le sélectionneur Hervé Renard pour des renseignements sur le profil de jeu d'Achraf Hakimi. Lors du mercato estival, des clubs se présentent auprès de l'international marocain, dont le Borussia Dortmund pour un éventuel prêt sur deux saisons.
Lors de son retour de prêt, il déclare en octobre 2019 à propos de Zinédine Zidane : « C’est un coach qui me donne toujours de bons conseils, cela montre qu’il veut le meilleur pour moi, comme si j’étais son fils. Depuis que je suis parti, j’ai vu qu’il parlait de moi et je suis très reconnaissant de m’avoir donné la possibilité de jouer au Real Madrid, dans le meilleur club du monde. Quoi qu’il arrive, j’aurai toujours de bonnes relations avec lui. Pour moi, c’est un exemple, c’était un grand joueur, puis il s’est également révélé comme un excellent entraîneur. Pour moi, avoir dit que le transfert n’était pas définitif et que je resterais avec lui signifiait beaucoup. Venant d’un entraîneur comme lui, cela aide à travailler plus chaque jour. ».

### Prêt au Borussia Dortmund (2018-2020)
Le 11 juillet 2018, le site officiel du Borussia Dortmund officialise la signature d'Achraf Hakimi sous forme de prêt, pour une durée de deux saisons,. Quelques jours plus tard, il prend part à une tournée aux États-Unis entre le 18 et le 28 juillet 2018. Sur trois matchs amicaux, il entre en jeu dans le troisième qui oppose le Borussia Dortmund au Benfica Lisbonne, remplaçant Jeremy Toljan à la 61e minute (match nul, 2-2).

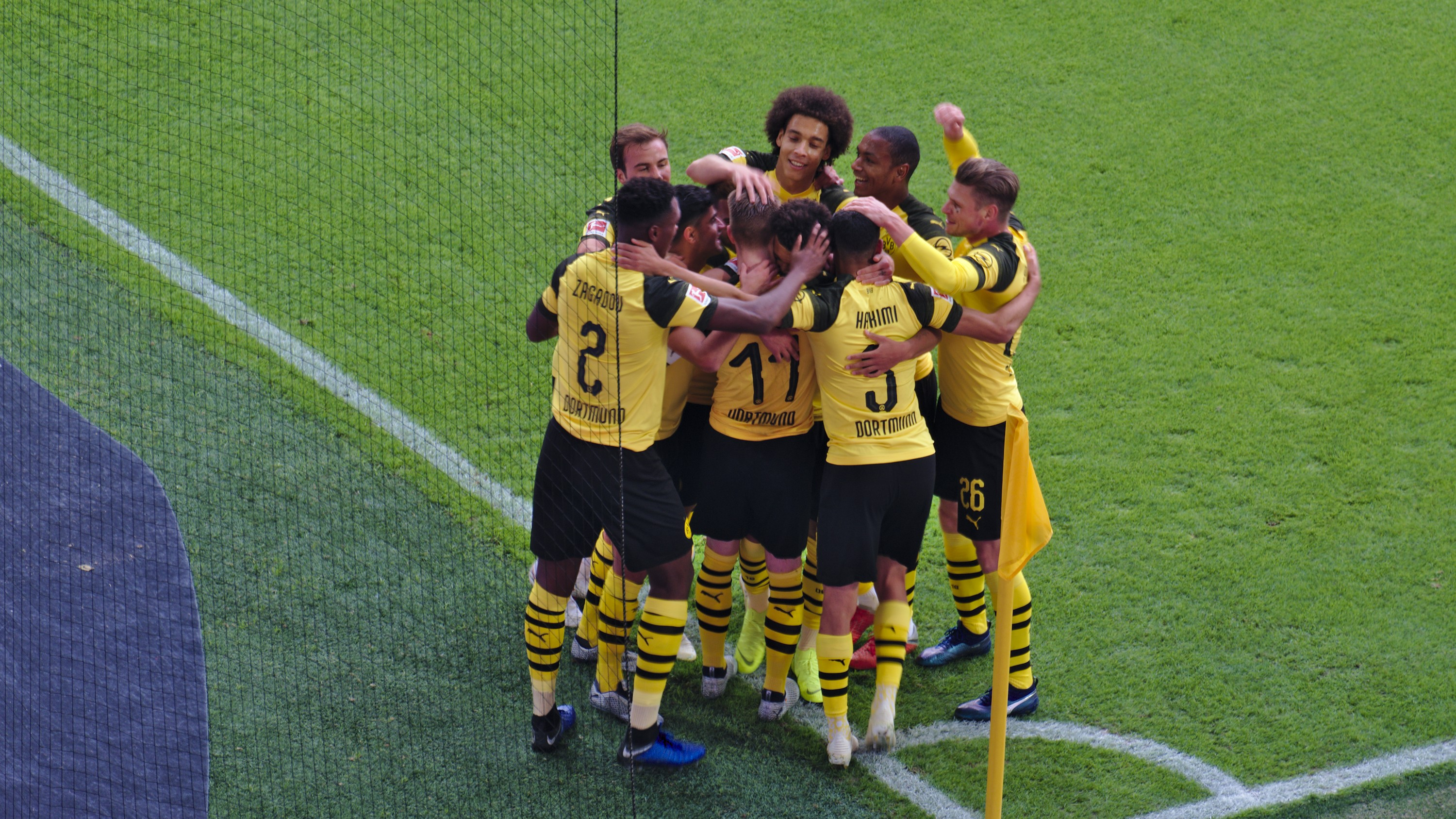
Achraf Hakimi (numéro 5) célébrant le 1-0 avec ses coéquipiers face au Hertha BSC en 2018.

À l'occasion de son premier match en Bundesliga, le défenseur est titularisé pour affronter le FC Nuremberg le 26 septembre 2018, match dans lequel il joue 90 minutes et marque un but (victoire, 7-0). Lors de sa deuxième titularisation face au Bayer 04 Leverkusen le 29 septembre 2018, Achraf Hakimi est à l'origine du premier but de Dortmund à la 65e minute, et offre une passe décisive à Paco Alcácer à la 85e minute, ce qui permet à Dortmund de passer en tête de la Bundesliga, après avoir pourtant été mené 2-0 en première période (victoire 2-4). Grâce à sa polyvalence, l'athlète gagne sa place de titulaire, pouvant évoluer en arrière latéral gauche et droit,,,,. Le 24 octobre 2018, il délivre trois passes décisives en Ligue des champions face à l'Atlético de Madrid (victoire 4-0). Achraf Hakimi fait la une des journaux sportifs en Allemagne, qui le qualifient de révélation de l'année en Allemagne,.
En 2018, il est désigné parmi les 50 meilleurs jeunes joueurs au monde. Après avoir repéré sur la toile la photo d’un enfant marocain, vêtu d’un sac en plastique, avec le nom du joueur dessus, Hakimi réagit le 27 décembre 2018 en partageant la photo en question, demandant à la famille de l’enfant de le contacter en privé. La toile a salué son geste, en affirmant qu'une telle attention envers ce petit enfant lui ferait tellement plaisir, d’autant plus que le joueur est son idole.
En janvier 2019, le joueur reçoit le prix du meilleur jeune espoir africain de l’année 2018, lors de la cérémonie des CAF Awards pour ses débuts remarquables avec les Schwarz-Gelben. Le lendemain, le Ballon d'or 1990 Lothar Matthäus déclare : « Hakimi est pour moi le meilleur arrière gauche de la Bundesliga. Joachim Löw serait content s'il avait un tel joueur qui est doté de beaucoup de dynamisme et de compétences techniques. » Le 11 janvier 2019, il marque sur coup franc à la 90e minute lors d'un match amical contre Williem II (victoire 3-2). Le 26 janvier 2019, lors du match de Bundesliga opposant le Borussia Dortmund à Hanovre 96, l'Hispano-Marocain est l'auteur du premier but de son équipe à la 24e minute et à l'origine du but de Marco Reus à la 60e minute (victoire 5-1). Le 30 mars, à l'occasion du match de championnat face à VfL Wolfsburg, le footballeur contracte une blessure qui l'écarte trois mois des terrains et met un terme à sa saison ainsi qu'à une participation en Coupe d'Afrique avec la sélection marocaine.
Achraf Hakimi est prêté une deuxième saison au Borussia Dortmund. Le 2 octobre 2019, il inscrit un doublé en Ligue des champions face au Slavia Prague (victoire 0-2). Le lendemain, le Mundo Deportivo annonce qu'Hakimi aurait déclaré : « Un retour à Madrid ne dépend pas de moi. Les deux clubs doivent parler et ils vont décider à la fin de l'année. Ce ne serait pas un échec de ne pas revenir au Real Madrid cet été, je veux continuer à grandir et je suis très concentré ici. J'ai grandi depuis mon arrivée en Allemagne, j'ai beaucoup de continuité et de confiance et cela se voit. Pour le moment, je n’ai pas parlé à Zinédine Zidane, car tout le monde est concentré sur sa saison. » Le 5 novembre 2019, l'athlète inscrit un nouveau doublé en Ligue des champions face à l'Inter Milan, permettant à son club de renverser le score de 0 à 2 (victoire 3-2). Le 24 novembre, le joueur est nommé parmi les trente joueurs pour le Ballon d'or africain. Le 17 décembre 2019, il bat le record historique de vitesse, étant mesuré à 36,52 km/h lors d'un match de championnat face au RB Leipzig (match nul, 3-3). Achraf Hakimi termine sa saison 2019-2020 en étant vice-champion de Bundesliga, ayant joué 33 des 34 matchs de championnat. Il y marque cinq buts et délivre dix passes décisives. En Ligue des champions, il dispute huit matchs et inscrit quatre buts. En fin de saison, le Borussia Dortmund décide de ne pas acheter le joueur à cause de son prix, jugé trop élevé par le directeur sportif Michael Zorc.

### Inter Milan (2020-2021)
Le 2 juillet 2020, Achraf Hakimi s'engage avec l'Inter Milan en signant un contrat de cinq ans, en échange d'une somme de 40 millions d'euros. Il devient le concurrent direct de l'international italien Danilo D'Ambrosio et intègre un effectif finaliste de la Ligue Europa précédente.
Le 30 septembre 2020, pour son deuxième match officiel en Serie A, il inscrit son premier but sous le maillot de l'Inter Milan à la 42e minute contre le Benevento, contribuant à la victoire des siens (5-2 score final). En octobre et en novembre, le footballeur dispute la phase de groupes de Ligue des champions, terminée à la troisième place. Le 5 décembre, il inscrit un doublé en championnat à domicile contre le FC Bologne (victoire, 3-1). Le 1er mai 2021, Achraf Hakimi marque de nouveau contre le FC Crotone (victoire, 2-0). Le lendemain, un résultat adverse offre officiellement le titre de champion d'Italie à quatre matchs de la fin de saison. Le 8 mai, le joueur délivre une passe décisive à Alexis Sánchez contre le Sampdoria (victoire, 5-1). Le 23 mai 2021, il fête officiellement le titre du championnat d'Italie, après son dernier match de la saison contre l'Udinese Calcio (victoire, 5-1).
Achraf Hakimi termine sa première saison en Serie A à la première place du championnat et atteint la demi-finale de la Coupe d'Italie. En Ligue des champions, il est éliminé en phase de groupe derrière le Real Madrid CF, le Borussia Mönchengladbach et le Chakhtar Donetsk. Il dispute 37 matchs en championnat, marque sept buts et délivre huit passes décisives. En Coupe d'Italie, le champion dispute trois matchs. En compétition européenne, il participe au total à cinq des six matchs.

### Paris Saint-Germain (depuis 2021)

#### 2021-2022: Premiers titres
Le 6 juillet 2021, Achraf Hakimi signe un contrat de cinq saisons allant jusqu’en 2026 avec le Paris Saint-Germain FC, pour une somme de soixante millions d’euros et onze millions de bonus. Sergio Ramos, Lionel Messi, Gianluigi Donnarumma et Georginio Wijnaldum sont les autres recrues de ce mercato. Il inscrit son premier but en match amical le 24 juillet 2021 contre Orléans (victoire, 1-0).
Le 1er août, le footballeur dispute à l'occasion de la finale du Trophée des champions 2021 organisé au stade Bloomfield situé à Tel Aviv-Jaffa, son premier match officiel sous la tunique du Paris Saint-Germain (défaite, 1-0). Pendant 90 minutes, le joueur est victime de sifflets et d'insultes de la part des supporters israéliens, pour son soutien à la cause palestinienne, ce qui provoque une vive tension au sein de la presse française,,,,, mais également dans la presse étrangère,. Sur les réseaux sociaux, l'athlète reçoit le soutien de plusieurs footballeurs dont Amine Harit, Sofiane Boufal et Ismaël Bennacer. Son entraîneur Mauricio Pochettino a dénoncé lors de la conférence d'après-match le comportement des supporters israéliens et a complimenté le calme et la discipline d'Achraf Hakimi lors de ce match, malgré les circonstances difficiles. Ses débuts convaincants lui ont également valu les compliments de son sélectionneur adjoint Mustapha Hadji qui déclare deux jours plus tard à BeIn Sports France : « Il peut apporter énormément offensivement. Il a besoin d'espaces. Et il va en avoir avec des joueurs comme Kylian Mbappé, Neymar ou Ángel Di María. Ils vont lui en libérer, il va pouvoir s'insérer depuis l'arrière. Il vient de loin, avec sa vitesse, son adresse devant le but, son imprévisibilité et sa santé au beau fixe, c'est un cauchemar pour l'adversaire. »
Le 7 août, Achraf Hakimi dispute son premier match en championnat français, opposant le Paris Saint-Germain à l'ES Troyes au Stade de l'Aube. Il marque à la 19e minute son premier but officiel (victoire, 1-2). Le 20 août, il offre sa première passe décisive en championnat français sur le quatrième but parisien inscrit par Ángel Di María à la 90e minute face au Stade brestois 29 (victoire, 2-4). Présent dans le jeu des quatre buts inscrits, le joueur livre une prestation remarquable, qui fait énormément parler de lui au sein de la presse française,,. Le 29 août, il livre une passe décisive sur le deuxième but de Kylian Mbappé à la 63e minute face au Stade de Reims au Stade Auguste-Delaune (victoire, 0-2). Le 22 septembre, à l'occasion d'un match de championnat face au FC Metz, le footballeur inscrit son premier doublé sous le maillot parisien. Il marque le premier but du match à la 5e minute, avant de marquer le but victorieux à la dernière minute, alors que le score était à 1-1 (victoire, 1-2). Deux jours plus tard, l'international marocain apparaît dans une interview exclusive avec L'Équipe et déclare : « J'ai eu l’intuition qu’il fallait que je vienne à Paris, que j’allais y être heureux. Le PSG est un grand club et j’ai apprécié à quel point les gens ici semblaient m’aimer et me désirer. Et j’ai eu la chance que mon arrivée s’accompagne de grands transferts. Je suis déjà sûr de ne pas m’être trompé. » Le 24 octobre 2021, Hakimi écope à la 57e minute de son premier carton rouge à l'occasion du classico face à l'Olympique de Marseille (match nul, 0-0). Le 24 novembre 2021, le sportif se qualifie en huitièmes de finales de la Ligue des champions, malgré une défaite de 2-1 face à Manchester City FC. Le 22 décembre 2021, il délivre une passe décisive à Mauro Icardi pour le but égalisateur face à Lorient GAC (match nul, 1-1). Le 29 avril 2022, le joueur marque un but en championnat face au RC Strasbourg sur une passe décisive de Kylian Mbappé (match nul, 3-3).
Achraf Hakimi termine la saison 2021-2022 à la première place de Ligue 1, remporte le championnat en comptabilisant 32 matchs de Ligue 1 (quatre buts marqués et six passes décisives délivrées). Il comptabilise également huit matchs de Ligue des champions en ayant atteint les huitièmes de finale, éliminé par le Real Madrid. Le 31 juillet 2022, à l'occasion de la finale du Trophée des champions 2022 contre le FC Nantes organisé à Tel Aviv-Jaffa (victoire, 4-0), l'athlète est sifflé par un large public israélien à chaque touchée de balle pour son soutien à l'Etat palestinien,,.

#### 2022-2023: Champion de France malgré une saison moyenne
Le 6 août 2022, à l'occasion de son premier match de la saison 2022-23, Achraf Hakimi marque son premier but de la saison face à Clermont Foot 63 (victoire, 0-5). Il est aligné en tant que piston droit dans une nouvelle formation adoptée par le nouvel entraîneur Christophe Galtier. Le 21 août 2022, il marque son deuxième but de la saison face au LOSC Lille (victoire, 1-7).
En mars 2023, ses prestations sur le terrain sont affectées par une polémique qui anime la une des réseaux sociaux après les accusations de viol et sa séparation avec Hiba Abouk. Par la même occasion, le 8 mars 2023, il est éliminé en huitièmes de finale de la Ligue des champions après une défaite au match retour contre le Bayern Munich (score cumulé : défaite, 3-0),.
En fin de saison, de nombreuses rumeurs de départ du club circulent sur les réseaux sociaux après les propos d'Achraf Hakimi lors d'une exclusion en championnat le 13 mai 2023 contre l'AC Ajaccio, filmé en direct à la télévision en train de dire « C’est ça, la France », créant ainsi une polémique dans le monde du football français,.
Le 27 mai 2023, grâce au match nul (1-1) contre le RC Strasbourg, le Paris Saint-Germain remporte son onzième titre de champion de France, malgré une saison moyenne d'Achraf Hakimi au niveau individuel,. Après 28 journées, le Paris Saint-Germain est devancé par le vice-champion RC Lens et l'Olympique de Marseille.

#### 2023-2024: Troisième fois champion d'affilée et vainqueur de la Coupe de France

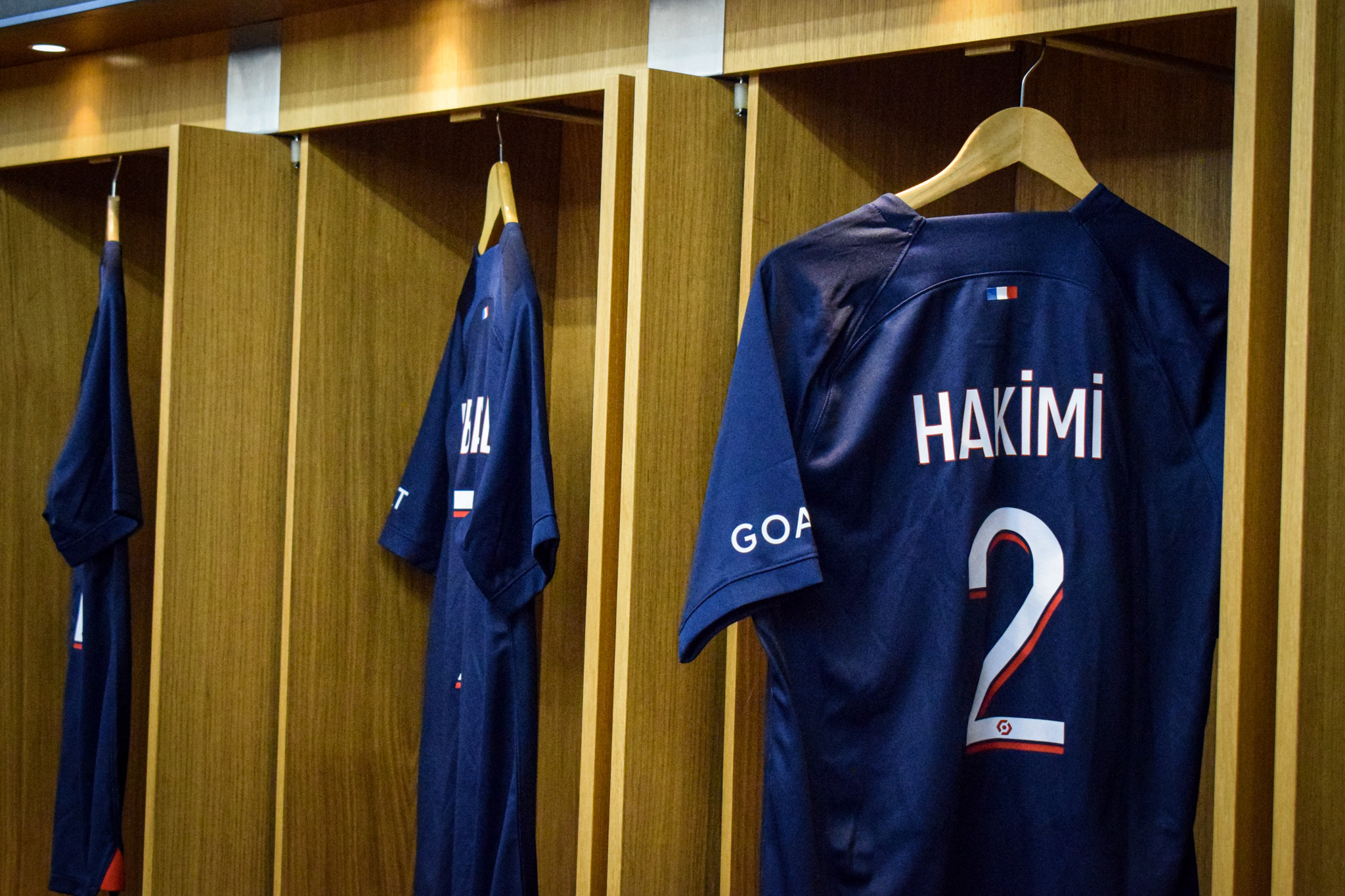
Maillot de Hakimi dans les vestiaires en septembre 2023.

À la suite des départs de Lionel Messi et Neymar, la venue d'Ousmane Dembélé en provenance du FC Barcelone et la désignation de Luis Enrique comme nouvel entraîneur du Paris Saint-Germain, Hakimi devient un joueur plus libre dans son rôle de piston droit en entrant plus dans l'axe, amenant à se créer plus d'occasions et à rendre le couloir droit parisien plus développé grâce à ses combinaisons avec Dembélé.
Ce changement de rôle dans son poste l'amène à devenir plus décisif, inscrivant son premier but de la saison à l'occasion de la 4e journée de championnat contre l'Olympique lyonnais (victoire, 1-4). Disputant son premier match de la saison en Ligue des champions, il inscrit de nouveau un but le 19 septembre contre le Borussia Dortmund (victoire, 2-0) et cinq jours plus tard aussi à l'occasion du classique français contre l'Olympique de Marseille grâce à un coup-franc tiré direct (victoire, 4-0).
Le 28 avril 2024, il remporte le douzième titre de champion de France avec le PSG grâce à une contre performance de l'AS Monaco contre l'Olympique lyonnais. Plus tard, en fin de saison, il remporte la Coupe de France face au même adversaire, sur une victoire de 1-2.

#### 2024-2025: La saison du quadruplé
Le 7 février 2025, le Paris Saint-Germain annonce l'extension du contrat de son entraîneur ainsi que de plusieurs joueurs dont Hakimi. Le Marocain dispose d'une prolongation jusqu'en juin 2029.
Le 23 février 2025, il inscrit un doublé contre l'Olympique Lyonnais lors d'un déplacement au Groupama Stadium. Victoire 3-2 pour le Paris Saint-Germain
Le 5 avril 2025, il remporte un nouveau titre de champion de France avec le PSG à la suite d'une victoire contre le SCO Angers à six journées de la fin du championnat.
Réalisant la meilleure saison de sa carrière, Hakimi est performant sur le plan défensif où il domine physiquement ses adversaires directs mais également sur le plan offensif. Il est ainsi le défenseur le plus décisif de cette saison en Ligue des champions, ce qui se vérifie dans la demi-finale retour remportée contre Arsenal 2-1 où il inscrit le deuxième but parisien et surtout, il marque le premier but lors de la finale remportée 5 à 0 par le PSG. Son bilan de quatre buts et cinq passes décisives dans cette compétition est le plus prolifique pour un défenseur depuis Ian Harte en 2000-2001.

### Carrière internationale
Né en Espagne et formé à Madrid, Achraf Hakimi reçoit sa première convocation à l'âge de seize ans avec l'équipe du Maroc -20 ans. Il reçoit sa première sélection avec l'équipe première du Maroc le 11 octobre 2016, en amical contre le Canada sous Hervé Renard (victoire 4-0). Pour son premier match officiel, Hervé Renard titularise le joueur face à l'équipe du Mali dans un match qui compte pour les qualifications à la Coupe du monde 2018. Il marque dans ce match son premier but international sur une passe décisive de Hakim Ziyech (victoire 6-0). Proposé par le directeur technique Nasser Larguet, l'athlète se fait sa place en équipe nationale en 2017 et devient alors un joueur titulaire au poste de latéral gauche, à noter que le joueur joue en latéral droit, mais que ce poste est occupé par Nabil Dirar. Hervé Renard choisit Hamza Mendyl comme doublure dans le poste de latéral gauche.

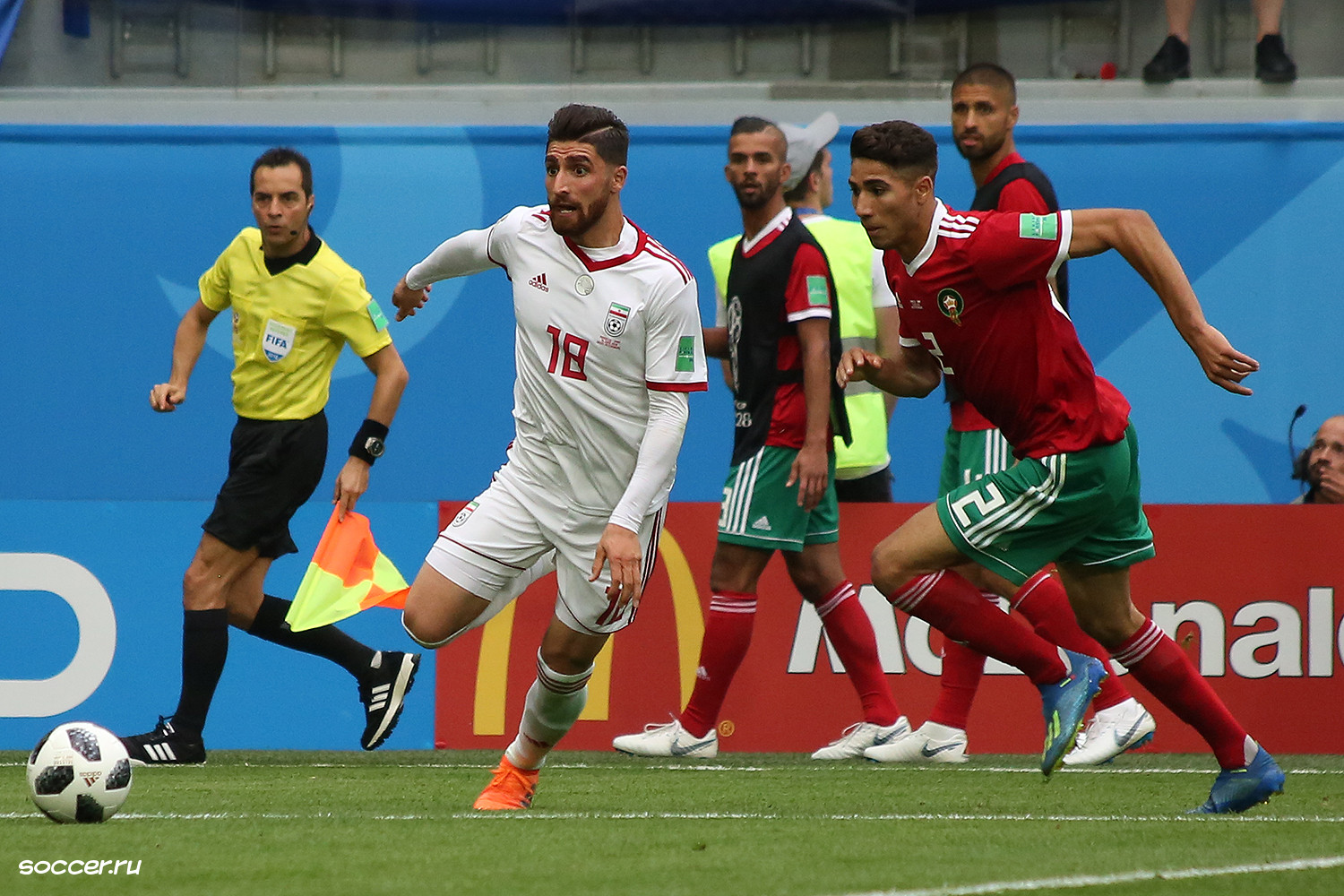
Achraf Hakimi face à l'Iran en 2018 lors de la Coupe du monde en Russie.

Le 17 mai 2018, Achraf Hakimi est sélectionné pour prendre part à la Coupe du monde 2018 avec le Maroc. Âgé de 19 ans, il est le troisième plus jeune joueur de la Coupe du monde 2018. Le footballeur joue à l'occasion du premier match du Maroc en Coupe du monde, un match complet face à l'Iran sur un malheureux score de un à zéro en faveur des Iraniens sur un but contre son camp d'Aziz Bouhaddouz à la 95e minute. Hervé Renard le titularise une deuxième fois pour le deuxième match des Lions de l'Atlas face au Portugal mais le coéquipier d'Hakimi en club, Cristiano Ronaldo, inscrit le seul but du match à la 4e minute, sur une action contestable. Ce match élimine l'équipe du Maroc de la Coupe du monde après deux bonnes prestations. le défenseur conclut sa compétition par un match nul de 2-2 en jouant 90 minutes face à l'une des équipes favorites de la Coupe du monde, la sélection espagnole. Après avoir fait de belles prestations en équipe nationale, les qualités du joueur attireront les intérêts du Borussia Dortmund pour un éventuel prêt.
Figurant sur la liste des sélectionnés pour prendre part à la Coupe d'Afrique des nations 2019, Achraf Hakimi dispute quatre matchs de qualifications dans lesquels il délivre deux passes décisives. Il dispute la quasi-totalité des matchs de phase de groupe contre la Namibie, la Côte d'Ivoire et l'Afrique du Sud. Il termine la phase de groupe avec trois victoires de 1-0 et dispute la huitième de finale contre l'équipe du Bénin, face à laquelle le Maroc perd dans les penaltys. Le footballeur aura disputé ce match pendant 120 minutes.
À la suite d'une élimination rapide en CAN 2019, Vahid Halilhodžić est élu nouveau sélectionneur de l'équipe du Maroc avec Mustapha Hadji comme entraîneur adjoint. Le sélectionneur bosnien mise sa confiance sur Achraf Hakimi et l'utilise en tant qu'élément clé de l'équipe du Maroc, pouvant le faire évoluer aussi bien en latéral droit qu'ailier droit. Le 25 mars 2021, l'équipe du Maroc se qualifie automatiquement à la CAN 2022 après un match nul de 0-0 contre la Mauritanie. Elle termine à la première place de son groupe composée de la Mauritanie, du Burundi et de la République centrafricaine. Hakimi dispute les six matchs de qualification en étant titulaire. Le 12 juin 2021, il marque son quatrième but en sélection lors d'un match amical contre l'équipe du Burkina Faso (victoire, 1-0).
Le 23 décembre 2021, Achraf Hakimi figure officiellement dans la liste des vingt-huit joueurs sélectionnés de Vahid Halilhodžić pour la Coupe d'Afrique des nations 2021 au Cameroun. Titulaire dans tous les matchs des poules, notamment face au Ghana (victoire, 1-0), face aux Comores (victoire, 2-0) et face au Gabon (match nul, 2-2), il marque son premier but lors du troisième match face au Gabon, grâce à un coup franc à la 84e minute. Après ses trois premiers matchs, le footballeur figure parmi l'équipe type de la phase des poules de la CAN 2022. Le 25 janvier 2022, à l'occasion des huitièmes de finale face au Malawi, il marque un but similaire que le précédent à la 70e minute et offre la victoire ainsi que la qualification en quarts au Maroc (victoire, 2-1). En fin de match, l'athlète remporte le prix d'homme du match,. Peu après le match, son coéquipier en club Kylian Mbappé tweet : « Achraf Hakimi est le meilleur latéral droit au monde ». Le 30 janvier 2022, à l'occasion des quarts de finale face à l'Égypte, il provoque un penalty à la 7e minute qui est marqué par son coéquipier Sofiane Boufal. Achraf Hakimi dispute 120 minutes avant d'être éliminé. Peu après le match, Hakimi est impliqué dans une altercation entre un joueur égyptien et le président de la FRMF Fouzi Lekjaa.
Le 12 septembre 2022, Achraf Hakimi reçoit une convocation du nouveau sélectionneur du Maroc Walid Regragui pour un stage de préparation à la Coupe du monde 2022 à Barcelone et Séville pour deux confrontations amicales face au Chili et au Paraguay,. Le 23 septembre 2022, à l'occasion du premier match du sélectionneur Walid Regragui face au Chili au Stade Cornellà-El Prat, le joueur est titularisé et dispute 90 minutes, avant que le terrain soit envahi par les supporters après le coup de sifflet final (victoire, 2-0),. Le 27 septembre 2022, à l'occasion du deuxième match de la trêve internationale face au Paraguay, il est titularisé et dispute 90 minutes au Stade Benito-Villamarín (match nul, 0-0).
Le 10 novembre 2022, Achraf Hakimi figure officiellement dans la liste des 26 joueurs sélectionnés par Walid Regragui pour prendre part à la Coupe du monde 2022 au Qatar. Quelques jours plus tard, le 17 novembre 2022, il est titularisé en amical face à la Géorgie à Sharjah aux Émirats arabes unis (victoire, 3-0). Durant la compétition, son corps est touché à un ischio-jambier droit lors du premier match du Maroc face à la Croatie (0-0). Il participe malgré cette blessure aux rencontres face à la Belgique (2-0) puis le Canada (2-1) lors duquel il est désigné homme du match. En huitième de finale, Hakimi inscrit d'une panenka le tir au but décisif qui offre la qualification au Maroc au détriment de l'Espagne (0-0 ap, 3-0 tab).
Le 20 décembre 2022, à l'occasion de son retour du Qatar, Achraf Hakimi est invité avec ses coéquipiers au Palais royal de Rabat par le roi Mohammed VI et les princes Hassan et Moulay Rachid pour être officiellement décoré Ordre du Trône, héritant du grade officier,,,. Le 25 mars 2023, les Marocains font leur retour à domicile et sont accueillis par 65 000 supporters au Stade Ibn-Batouta de Tanger à l'occasion d'un match amical face au Brésil, auquel Hakimi est titularisé (victoire, 2-1),,. Le footballeur commence titulaire mais est remplacé par Yahya Attiatallah à la suite d'une blessure en début de deuxième mi-temps. Cette victoire du Maroc entre dans l'histoire et l'équipe du Maroc devient la première équipe arabe de l'histoire à battre le Brésil.

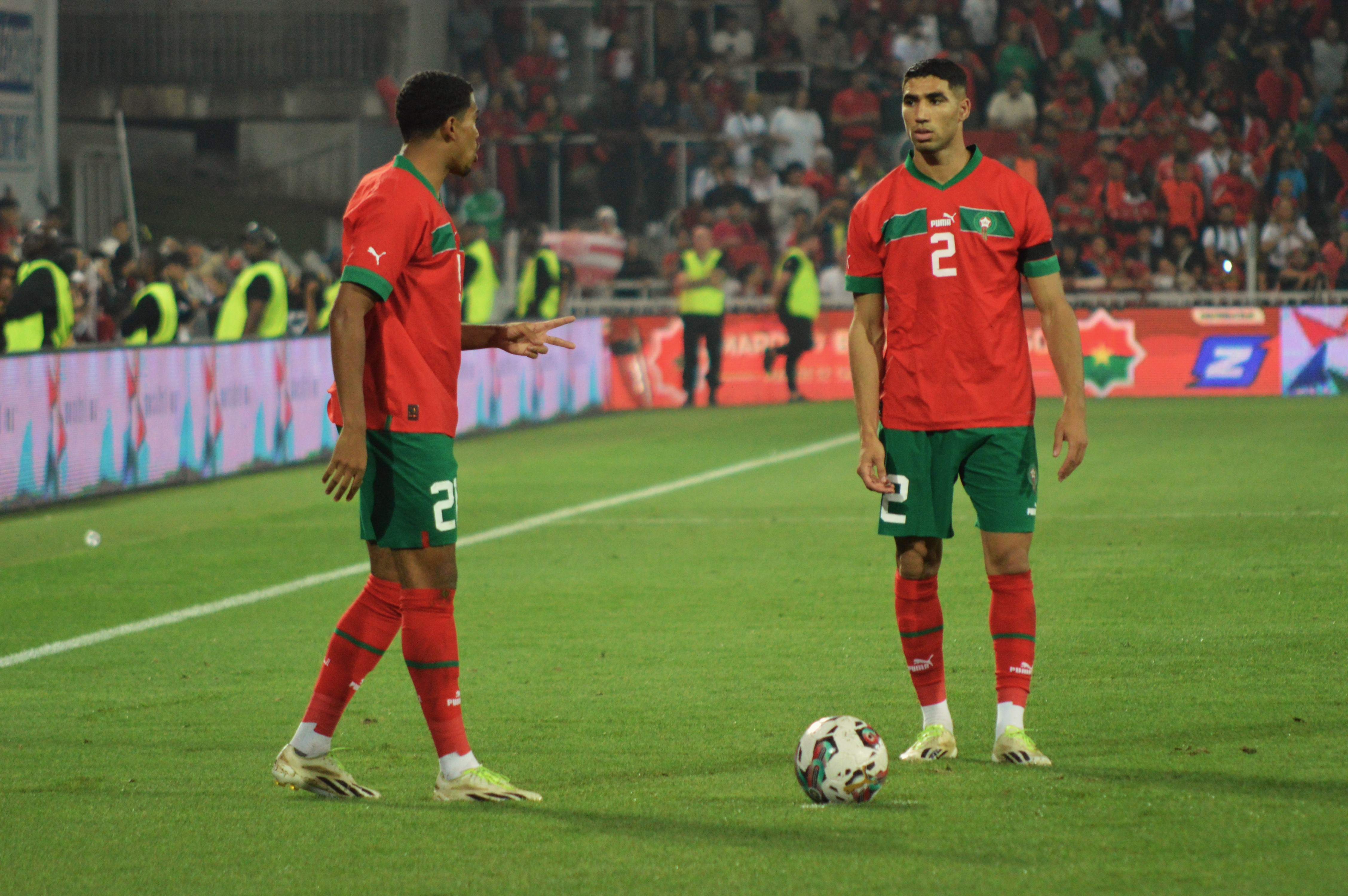
Adli et Hakimi s'apprêtant à tirer un coup-franc contre le Burkina Faso en 2023.

Sélectionné en septembre 2023, le premier match contre le Liberia, entrant dans le cadre des qualifications à la CAN 2023 est annulé et reporté à la suite du séisme du Maroc,. Cependant, le deuxième match prévu en amical est maintenu et joué au Stade Bollaert-Delelis,. Lors de ce match, il est titularisé.
Le 28 décembre 2023, le joueur est retenu dans la liste des vingt-sept joueurs marocains sélectionnés par Walid Regragui pour disputer la Coupe d'Afrique des nations 2023 (CAN 2023),,. Le 17 janvier 2024, lors de la CAN 2023, le défenseur joue son premier match du tournoi, contribuant à la victoire du Maroc 3-0 contre la Tanzanie au Stade Laurent Pokou de San-Pédro, dans lequel il est l'auteur d'une passe décisive sur le troisième but marocain de Youssef En-Nesyri,. Au cours du tournoi, le Maroc concède ensuite un match nul 1-1 (l'unique but marocain inscrit par Achraf Hakimi) contre l'équipe de république démocratique du Congo, une rencontre notée pour une altercation générale en fin de match,. Lors du troisième match, les Marocains battent la Zambie sur le score d'un but à zéro. En huitièmes de finale, les Lions de l'Atlas sont éliminés par l'Afrique du Sud sur un score de 2-0. Durant ce match, alors que les Marocains sont menés 1-0, Achraf Hakimi loupe l'unique penalty accordé à la 85e minute,,. Malgré cela, il est ovationné en fin de match et encouragé par le public marocain présent au stade.
Le 4 juillet 2024, il est sélectionné par Tarik Sektioui dans une liste de 22 joueurs avec le Maroc olympique pour prendre part aux Jeux olympiques 2024,. La sélection marocaine obtient la médaille de bronze.

## Style de jeu et personnalité
Achraf Hakimi a un style de jeu offensif. Considéré comme le successeur naturel de Marcelo, il est particulièrement porté vers l'avant mais du côté droit. Ses points forts sont sa technique (amortis, jeu à une touche, la conduite de balle...), sa vivacité, son jeu offensif, son pied gauche, sa polyvalence ou encore sa combativité,. Disposant d'un grand volume de jeu, sa présence offensive ne le laisse pas indésirable dans son efficacité devant le but. Droitier de formation, il est capable de marquer dans des combinaisons rapides, considéré par Kylian Mbappé, Emerson, Benjamin Pavard et Cafu comme le meilleur latéral du monde et par Erling Haaland comme le meilleur joueur africain avec qui il a joué. Cependant, le joueur est souvent comparé à Trent Alexander-Arnold lorsque le sujet du meilleur latéral droit au monde actuels est évoqué.

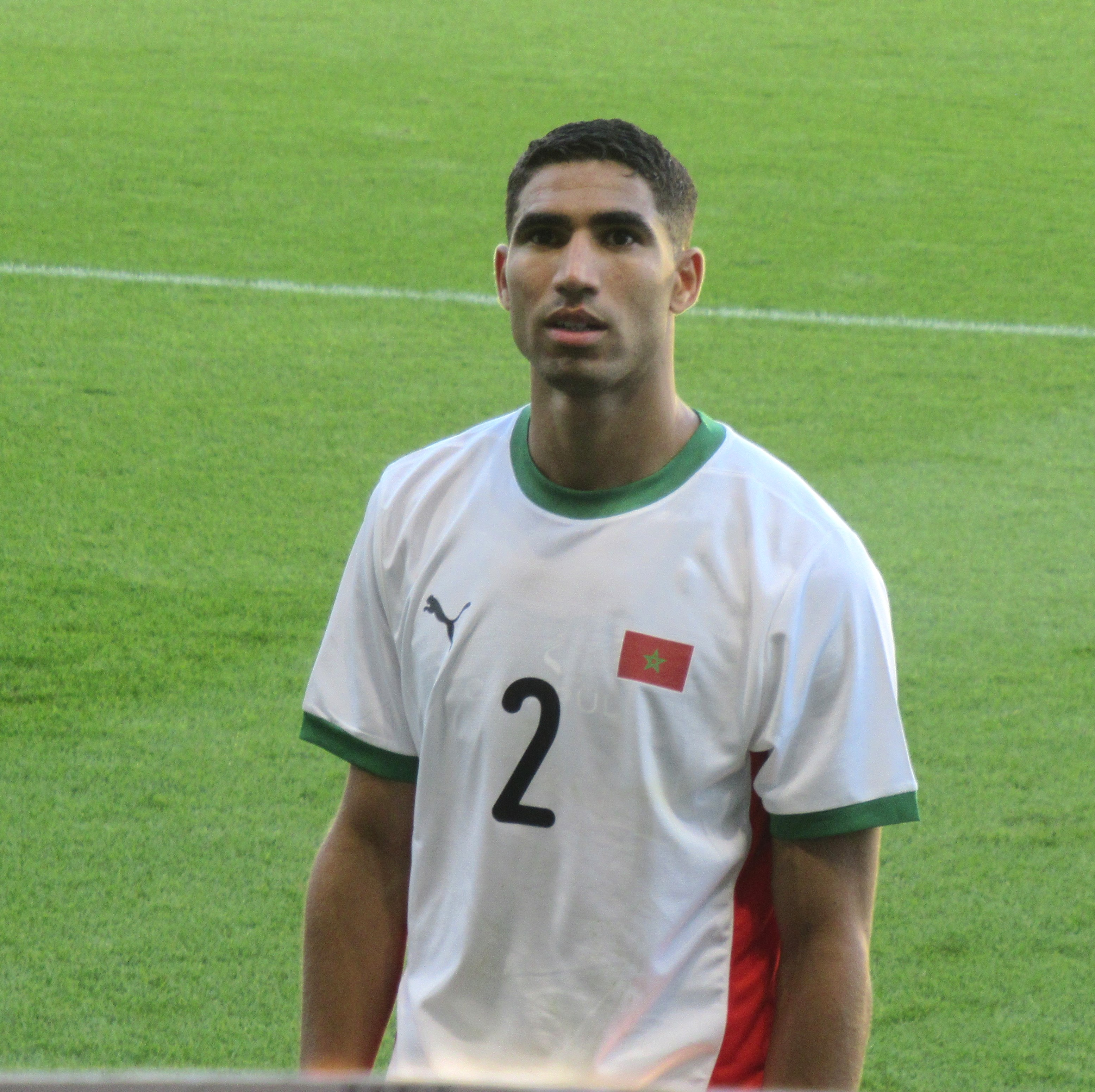
Achraf Hakimi en 2024.

Latéral droit de formation au Real Madrid, ses débuts en équipe du Maroc sont baptisés par des titularisation dans le poste de latéral gauche,. Son ancien entraîneur Hervé Renard décrit Achraf Hakimi comme n'ayant aucun problème avec le pied gauche ou pied droit. Il explique également : « Je l'ai mis latéral gauche pour sa première titularisation. Il a marqué, il a été très bon et il n'est plus sorti de l'équipe. Et sur ce match du Mali, il a été à la hauteur psychologiquement parce qu'il y avait peut-être 40 000 spectateurs à Rabat. C'était un match important pour nous. Il était du côté de Hakim Ziyech. Associer les deux a été une énorme réussite. Il a ensuite su jouer sans complexe. » Ses expériences au Borussia Dortmund et au FC Internazionale Milano ont mis en lumière ses compétences dans un rôle de piston droit au sein d'une défense à cinq,. Hakimi a démontré sa capacité à participer au jeu profond, créant ainsi des opportunités pour effectuer des courses vers l'avant dans son couloir,,. Il reçoit d'ailleurs les éloges de Ronaldo qui déclare à propos de Hakimi : « C’est l’une des meilleures affaires de l’Inter sur les dix dernières années. De temps en temps, je me dis : “Ronie, imagine-toi avec Hakimi.” Nous aurions été à une vitesse indécente. »
Il lui a souvent été reproché de manquer de caractère lorsqu'il est ignoré par les attaquants du Paris Saint-Germain FC lorsque Hakimi est lancé en pleine vitesse lors des contre-attaques. Lorsqu'un journaliste lui pose la question en interview, le défenseur répond : « Comment je vis le fait de ne pas être servi par Messi ? Ce n’est pas un problème si je ne suis pas servi lorsque je fais l’appel. Si Leo ne me sert pas, c’est qu’il considère qu’un autre joueur est mieux positionné. » En dehors du terrain, il est considéré par Sofiane Boufal comme étant un jeune qui amène souvent la bonne humeur dans le groupe, aime bien rigoler et taquiner.

## Vie privée
En couple avec Hiba Abouk de 2018 jusqu'en 2023,, il est le père de deux garçons : Amin Hakimi (né le 11 février 2020) et Naïm Hakimi (né le 12 février 2022). Ils se sont mariés en 2020, avant la naissance de leur premier fils.

### Affaires judiciaires
Le texte peut changer fréquemment, n’est peut-être pas à jour et peut manquer de recul. 
Le titre et la description de l'acte concerné reposent sur la qualification juridique retenue lors de la rédaction de l'article et peuvent évoluer en même temps que celle-ci.
À la suite de la déclaration d'une femme de 24 ans, qui n'a pas souhaité porter plainte, et au vu de la notoriété de Achraf Hakimi, le parquet de Nanterre ouvre une enquête pour viol, le 27 février 2023. Les faits se seraient déroulés dans la nuit du 25 février 2023, à Boulogne-Billancourt, au domicile du joueur. La victime présumée affirme avoir été embrassée de force et subi une pénétration digitale, malgré ses protestations. Le joueur dément fermement les accusations et a reçu le soutien de son club. Le 3 mars, il est mis en examen pour viol et placé sous contrôle judiciaire. Selon son avocate, il aurait subi une tentative de racket,.
Le 27 septembre 2023, il est convoqué à la commission de discipline prévue le 5 octobre 2023 pour chant insultant et homophobe à l'encontre de l'Olympique de Marseille. En effet, le joueur est filmé en compagnie d'Ousmane Dembélé, Randal Kolo Muani et Layvin Kurzawa au Parc des Princes par une caméra entrain de chanter « Marseillais, n*que ta mère », après la victoire du Paris Saint-Germain contre Marseille, le 24 septembre (victoire, 4-0). Olivier Klein, délégué interministériel à la lutte contre le racisme, l’antisémitisme et la haine anti-LGBT (DILCRAH), saisit la justice avec l’accord de la ministre des Sports Amélie Oudéa-Castéra et de la ministre de l’Égalité, Bérangère Couillard, afin de sanctionner les faits et leurs auteurs.

### Humanitaire

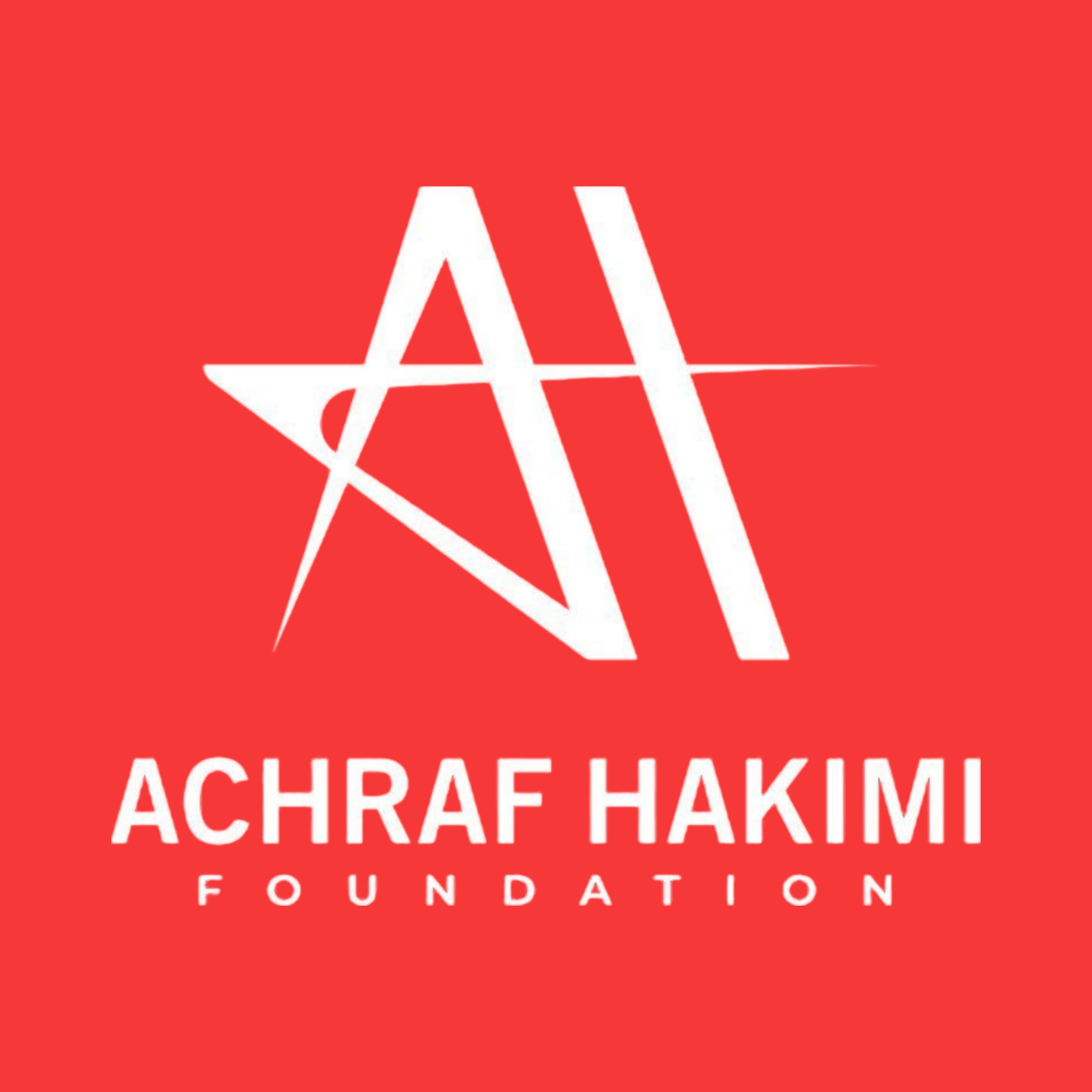
Logo de l'Achraf Hakimi Foundation.

Le 21 mai 2021, l'UNICEF désigne Achraf Hakimi en tant que Champion des droits de l’enfant.
Le 17 juin 2023, il lance le projet humanitaire Achraf Hakimi Foundation qui consiste à « fournir aux jeunes les outils dont ils ont besoin pour réaliser leurs rêves », dit-il via une publication de présentation vidéo partagée sur ses réseaux sociaux.

## Extra-sportif

### Commercial
Le 29 septembre 2022, accompagné de sa compagne Hiba Abouk, il assiste au défilé Isabel Marant à la Fashion Week de Paris pour la marque Balmain,,. Un jour plus tard, il apparaît à la une du magazine Vogue Arabia, posé en photo de couverture en compagnie de sa compagne.
En avril 2022, il prend part à la publicité d'Inwi (opérateur de télécommunications) au Maroc. La publicité, publiée également sur YouTube, atteint le million de vues après seulement trois jours.
En novembre 2022, à l'approche de la Coupe du monde 2022 au Qatar, Hakimi apparaît dans une publicité officielle d'Adidas pour la présentation de la compétition aux côtés des grandes stars du football international. La publicité est intitulée Family Reunion. Dans cette publicité, il est cité : « Personne n'est plus rapide que Hakimi ».
Le 27 septembre 2023, il apparaît pour la deuxième fois au défilé Isabel Marant à la Fashion Week de Paris pour la Marni Womenswear Spring/Summer 2024 de Balmain.

### Événements notables
Le 12 octobre 2023, Achraf Hakimi est désigné par la Confédération africaine de football en tant qu'ambassadeur et participe au tirage au sort de la Coupe d'Afrique des nations 2023 à Abidjan en compagnie de Sadio Mané, Didier Drogba et John Obi Mikel.

## Statistiques

### En club
| Saison                | Club                     | Championnat           | Championnat | Championnat | Championnat | Coupe(s) nationale(s) | Coupe(s) nationale(s) | Coupe(s) nationale(s) | Supercoupe | Supercoupe | Supercoupe | Compétition(s) continentale(s) | Compétition(s) continentale(s) | Compétition(s) continentale(s) | Compétition(s) continentale(s) | Supercoupe de l'UEFA | Supercoupe de l'UEFA | Supercoupe de l'UEFA | Mondial des clubs | Mondial des clubs | Mondial des clubs | Total | Total | Total |
| Saison                | Club                     | Division              | M.          | B.          | P.d.        | M.                    | B.                    | P.d.                  | M.         | B.         | P.d.       | Comp.                          | M.                             | B.                             | P.d.                           | M.                   | B.                   | P.d.                 | M.                | B.                | P.d.              | M.    | B.    | P.d.  |
| 2016-2017             | Real Madrid Castilla     | Segunda B             | 28          | 1           | 8           | -                     | -                     | -                     | -          | -          | -          | -                              | -                              | -                              | -                              | -                    | -                    | -                    | -                 | -                 | -                 | 28    | 1     | 8     |
| 2017-2018             | Real Madrid              | Liga                  | 9           | 2           | 0           | 5                     | 0                     | 1                     | -          | -          | -          | C1                             | 2                              | 0                              | 0                              | -                    | -                    | -                    | 1                 | 0                 | 0                 | 17    | 2     | 1     |
| 2018-2019             | Borussia Dortmund (prêt) | Bundesliga            | 21          | 2           | 4           | 2                     | 1                     | 0                     | -          | -          | -          | C1                             | 5                              | 0                              | 3                              | -                    | -                    | -                    | -                 | -                 | -                 | 28    | 3     | 7     |
| 2019-2020             | Borussia Dortmund (prêt) | Bundesliga            | 33          | 5           | 10          | 3                     | 0                     | 0                     | 1          | 0          | 0          | C1                             | 8                              | 4                              | 0                              | -                    | -                    | -                    | -                 | -                 | -                 | 45    | 9     | 10    |
| Sous-total            | Sous-total               | Sous-total            | 54          | 7           | 14          | 5                     | 1                     | 0                     | 1          | 0          | 0          | -                              | 13                             | 4                              | 3                              | -                    | -                    | -                    | -                 | -                 | -                 | 73    | 12    | 17    |
| 2020-2021             | Inter Milan              | Serie A               | 37          | 7           | 8           | 3                     | 0                     | 0                     | -          | -          | -          | C1                             | 5                              | 0                              | 1                              | -                    | -                    | -                    | -                 | -                 | -                 | 45    | 7     | 9     |
| 2021-2022             | Paris Saint-Germain      | Ligue 1               | 32          | 4           | 6           | -                     | -                     | -                     | 1          | 0          | 0          | C1                             | 8                              | 0                              | 0                              | -                    | -                    | -                    | -                 | -                 | -                 | 41    | 4     | 6     |
| 2022-2023             | Paris Saint-Germain      | Ligue 1               | 28          | 5           | 3           | 2                     | 0                     | 0                     | 1          | 0          | 0          | C1                             | 8                              | 0                              | 2                              | -                    | -                    | -                    | -                 | -                 | -                 | 39    | 5     | 5     |
| 2023-2024             | Paris Saint-Germain      | Ligue 1               | 25          | 4           | 5           | 3                     | 0                     | 1                     | 1          | 0          | 0          | C1                             | 11                             | 1                              | 1                              | -                    | -                    | -                    | -                 | -                 | -                 | 40    | 5     | 7     |
| 2024-2025             | Paris Saint-Germain      | Ligue 1               | 25          | 4           | 6           | 5                     | 1                     | 1                     | 1          | 0          | 0          | C1                             | 17                             | 4                              | 5                              | -                    | -                    | -                    | 7                 | 2                 | 2                 | 55    | 11    | 14    |
| 2025-2026             | Paris Saint-Germain      | Ligue 1               | 1           | 0           | 0           | -                     | -                     | -                     | -          | -          | -          | C1                             | -                              | -                              | -                              | 1                    | 0                    | 0                    | -                 | -                 | -                 | 2     | 0     | 0     |
| Sous-total            | Sous-total               | Sous-total            | 111         | 17          | 20          | 10                    | 1                     | 2                     | 4          | 0          | 0          | -                              | 44                             | 5                              | 8                              | 1                    | 0                    | 0                    | 7                 | 2                 | 2                 | 177   | 25    | 32    |
| Total sur la carrière | Total sur la carrière    | Total sur la carrière | 239         | 34          | 50          | 23                    | 2                     | 3                     | 5          | 0          | 0          | -                              | 64                             | 9                              | 12                             | 1                    | 0                    | 0                    | 8                 | 2                 | 2                 | 340   | 47    | 67    |

### En équipe nationale
| Saison                | Sélection             | Phases finales        | Phases finales | Phases finales | Phases finales | Éliminatoires CDM | Éliminatoires CDM | Éliminatoires CDM | Éliminatoires CAN | Éliminatoires CAN | Éliminatoires CAN | Matchs amicaux | Matchs amicaux | Matchs amicaux | Total | Total | Total |
| Saison                | Sélection             | Compétition           | M              | B              | Pd             | M                 | B                 | Pd                | M                 | B                 | Pd                | M              | B              | Pd             | M     | B     | Pd    |
| --------------------- | --------------------- | --------------------- | -------------- | -------------- | -------------- | ----------------- | ----------------- | ----------------- | ----------------- | ----------------- | ----------------- | -------------- | -------------- | -------------- | ----- | ----- | ----- |
| 2016-2017             | Maroc                 | CAN 2017              | -              | -              | -              | -                 | -                 | -                 | 0                 | 0                 | 0                 | 1              | 0              | 0              | 1     | 0     | 0     |
| 2017-2018             | Maroc                 | Coupe du monde 2018   | 3              | 0              | 0              | 4                 | 1                 | 0                 | -                 | -                 | -                 | 5              | 0              | 0              | 12    | 1     | 0     |
| 2018-2019             | Maroc                 | CAN 2019              | 4              | 0              | 0              | -                 | -                 | -                 | 4                 | 0                 | 2                 | 4              | 0              | 1              | 12    | 0     | 3     |
| 2019-2020             | Maroc                 | -                     | -              | -              | -              | -                 | -                 | -                 | 2                 | 1                 | 0                 | 1              | 0              | 0              | 3     | 1     | 0     |
| 2020-2021             | Maroc                 | -                     | -              | -              | -              | -                 | -                 | -                 | 4                 | 1                 | 1                 | 4              | 1              | 1              | 8     | 2     | 2     |
| 2021-2022             | Maroc                 | CAN 2021              | 5              | 2              | 0              | 7                 | 2                 | 0                 | 2                 | 0                 | 0                 | 1              | 0              | 0              | 15    | 4     | 0     |
| 2022-2023             | Maroc                 | Coupe du monde 2022   | 7              | 0              | 1              | -                 | -                 | -                 | 1                 | 0                 | 0                 | 5              | 0              | 0              | 13    | 0     | 1     |
| 2023-2024             | Maroc                 | CAN 2023              | 4              | 1              | 1              | 3                 | 0                 | 1                 | 1                 | 0                 | 1                 | 5              | 0              | 0              | 13    | 1     | 3     |
| 2024-2025             | Maroc                 | -                     | -              | -              | -              | 1                 | 0                 | 0                 | 5                 | 1                 | 1                 | 2              | 1              | 0              | 8     | 2     | 1     |
| Total sur la carrière | Total sur la carrière | Total sur la carrière | 23             | 3              | 2              | 15                | 3                 | 1                 | 19                | 3                 | 5                 | 28             | 2              | 2              | 85    | 11    | 10    |

### Matchs internationaux
Le tableau suivant liste les rencontres de l'équipe du Maroc dans lesquelles Achraf Hakimi a été sélectionné depuis le 11 octobre 2016 jusqu'à présent.
| Matchs internationaux de Achraf Hakimi | Matchs internationaux de Achraf Hakimi | Matchs internationaux de Achraf Hakimi               | Matchs internationaux de Achraf Hakimi | Matchs internationaux de Achraf Hakimi | Matchs internationaux de Achraf Hakimi | Matchs internationaux de Achraf Hakimi | Matchs internationaux de Achraf Hakimi | Matchs internationaux de Achraf Hakimi | Matchs internationaux de Achraf Hakimi | Matchs internationaux de Achraf Hakimi |
| #                                      | Date                                   | Stade                                                | Adversaire                             | Résultat                               | Minutes                                | Compétition                            | Buts                                   | Passes                                 | Capitaine                              | Club                                   |
| -------------------------------------- | -------------------------------------- | ---------------------------------------------------- | -------------------------------------- | -------------------------------------- | -------------------------------------- | -------------------------------------- | -------------------------------------- | -------------------------------------- | -------------------------------------- | -------------------------------------- |
| 1                                      | 11 octobre 2016                        | Grand Stade de Marrakech, Marrakech                  | Canada                                 | 4 – 0                                  | 23                                     | Match amical                           | -                                      | -                                      | Non                                    | Real Madrid Castilla                   |
| 2                                      | 1er septembre 2017                     | Complexe sportif Moulay-Abdallah, Rabat              | Mali                                   | 6 – 0                                  | 90                                     | Qualifs CDM 2018                       | 1                                      | -                                      | Non                                    | Real Madrid                            |
| 3                                      | 5 septembre 2017                       | Stade du 26 Mars, Bamako                             | Mali                                   | 0 – 0                                  | 90                                     | Qualifs CDM 2018                       | -                                      | -                                      | Non                                    | Real Madrid                            |
| 4                                      | 7 octobre 2017                         | Stade Mohammed V, Casablanca                         | Gabon                                  | 3 – 0                                  | 90                                     | Qualifs CDM 2018                       | -                                      | -                                      | Non                                    | Real Madrid                            |
| 5                                      | 10 octobre 2017                        | Tissot Arena, Bienne                                 | Corée du Sud                           | 1 – 3                                  | 59                                     | Match amical                           | -                                      | -                                      | Non                                    | Real Madrid                            |
| 6                                      | 11 novembre 2017                       | Stade Félix-Houphouët-Boigny, Abidjan                | Côte d'Ivoire                          | 0 – 2                                  | 90                                     | Qualifs CDM 2018                       | -                                      | -                                      | Non                                    | Real Madrid                            |
| 7                                      | 27 mars 2018                           | Stade Mohammed V, Casablanca                         | Ouzbékistan                            | 2 – 0                                  | 90                                     | Match amical                           | -                                      | -                                      | Non                                    | Real Madrid                            |
| 8                                      | 31 mai 2018                            | Stade de Genève, Genève                              | Ukraine                                | 0 – 0                                  | 44                                     | Match amical                           | -                                      | -                                      | Non                                    | Real Madrid                            |
| 9                                      | 4 juin 2018                            | Stade de Genève, Genève                              | Slovaquie                              | 1 – 2                                  | 90                                     | Match amical                           | -                                      | -                                      | Non                                    | Real Madrid                            |
| 10                                     | 9 juin 2018                            | A. Le Coq Arena, Estonie                             | Estonie                                | 1 – 3                                  | 77                                     | Match amical                           | -                                      | -                                      | Non                                    | Real Madrid                            |
| 11                                     | 15 juin 2018                           | Stade Krestovski, Saint-Pétersbourg                  | Iran                                   | 0 – 1                                  | 90                                     | Coupe du monde 2018                    | -                                      | -                                      | Non                                    | Real Madrid                            |
| 12                                     | 20 juin 2018                           | Stade Loujniki, Moscou                               | Portugal                               | 1 – 0                                  | 90                                     | Coupe du monde 2018                    | -                                      | -                                      | Non                                    | Real Madrid                            |
| 13                                     | 25 juin 2018                           | Baltika Arena, Kaliningrad                           | Espagne                                | 2 – 2                                  | 90                                     | Coupe du monde 2018                    | -                                      | -                                      | Non                                    | Real Madrid                            |
| 14                                     | 8 septembre 2018                       | Stade Mohammed V, Casablanca                         | Malawi                                 | 3 – 0                                  | 90                                     | Qualifs CAN 2019                       | -                                      | 1                                      | Non                                    | Borussia Dortmund                      |
| 15                                     | 13 octobre 2018                        | Stade Mohammed V, Casablanca                         | Comores                                | 1 – 0                                  | 90                                     | Qualifs CAN 2019                       | -                                      | -                                      | Non                                    | Borussia Dortmund                      |
| 16                                     | 16 octobre 2018                        | Stade international Saïd Mohamed Cheikh, Mitsamiouli | Comores                                | 2 – 2                                  | 90                                     | Qualifs CAN 2019                       | -                                      | 1                                      | Non                                    | Borussia Dortmund                      |
| 17                                     | 16 novembre 2018                       | Stade Mohammed V, Casablanca                         | Cameroun                               | 2 – 0                                  | 90                                     | Qualifs CAN 2019                       | -                                      | -                                      | Non                                    | Borussia Dortmund                      |
| 18                                     | 20 novembre 2018                       | Stade olympique de Radès, Tunisie                    | Tunisie                                | 0 – 1                                  | 21                                     | Match amical                           | -                                      | -                                      | Non                                    | Borussia Dortmund                      |
| 19                                     | 26 mars 2019                           | Stade Ibn-Batouta, Tanger                            | Argentine                              | 0 – 1                                  | 90                                     | Match amical                           | -                                      | -                                      | Non                                    | Borussia Dortmund                      |
| 20                                     | 12 juin 2019                           | Grand Stade de Marrakech, Marrakech                  | Gambie                                 | 0 – 1                                  | 44                                     | Match amical (non-FIFA)                | -                                      | -                                      | Non                                    | Borussia Dortmund                      |
| 21                                     | 16 juin 2019                           | Grand Stade de Marrakech, Marrakech                  | Zambie                                 | 2 – 3                                  | 90                                     | Match amical                           | -                                      | 1                                      | Non                                    | Borussia Dortmund                      |
| 22                                     | 23 juin 2019                           | Stade de l'Académie militaire du Caire, Le Caire     | Namibie                                | 1 – 0                                  | 90                                     | CAN 2019                               | -                                      | -                                      | Non                                    | Borussia Dortmund                      |
| 23                                     | 28 juin 2019                           | Stade de l'Académie militaire du Caire, Le Caire     | Côte d'Ivoire                          | 1 – 0                                  | 90                                     | CAN 2019                               | -                                      | -                                      | Non                                    | Borussia Dortmund                      |
| 24                                     | 1er juillet 2019                       | Stade de l'Académie militaire du Caire, Le Caire     | Afrique du Sud                         | 0 – 1                                  | 90                                     | CAN 2019                               | -                                      | -                                      | Non                                    | Borussia Dortmund                      |
| 25                                     | 5 juillet 2019                         | Stade de l'Académie militaire du Caire, Le Caire     | Bénin                                  | 1 – 1 tab 1 - 4                        | 120                                    | CAN 2019                               | -                                      | -                                      | Non                                    | Borussia Dortmund                      |
| 26                                     | 15 octobre 2019                        | Stade Ibn-Batouta, Tanger                            | Gabon                                  | 2 – 3                                  | 90                                     | Match amical                           | -                                      | -                                      | Non                                    | Borussia Dortmund                      |
| 27                                     | 15 novembre 2019                       | Complexe sportif Moulay-Abdallah, Rabat              | Mauritanie                             | 0 – 0                                  | 90                                     | Qualifs CAN 2021                       | -                                      | -                                      | Non                                    | Borussia Dortmund                      |
| 28                                     | 19 novembre 2019                       | Stade du Prince Louis Rwagasore, Bujumbura           | Burundi                                | 0 – 3                                  | 90                                     | Qualifs CAN 2021                       | 1                                      | -                                      | Non                                    | Borussia Dortmund                      |
| 29                                     | 9 octobre 2020                         | Stade Mohammed V, Casablanca                         | Sénégal                                | 3 – 1                                  | 90                                     | Match amical                           | -                                      | 1                                      | Non                                    | Inter Milan                            |
| 30                                     | 13 octobre 2020                        | Complexe sportif Moulay-Abdallah, Rabat              | RD Congo                               | 1 – 1                                  | 72                                     | Match amical                           | -                                      | -                                      | Non                                    | Inter Milan                            |
| 31                                     | 13 novembre 2020                       | Stade Mohammed V, Casablanca                         | Centrafrique                           | 4 – 1                                  | 59                                     | Qualifs CAN 2021                       | 1                                      | 1                                      | Non                                    | Inter Milan                            |
| 32                                     | 17 novembre 2020                       | Stade de la Réunification, Douala                    | Centrafrique                           | 0 – 2                                  | 78                                     | Qualifs CAN 2021                       | -                                      | -                                      | Non                                    | Inter Milan                            |
| 33                                     | 26 mars 2021                           | Stade olympique de Nouakchott, Nouakchott            | Mauritanie                             | 0 – 0                                  | 90                                     | Qualifs CAN 2021                       | -                                      | -                                      | Non                                    | Inter Milan                            |
| 34                                     | 30 mars 2021                           | Complexe sportif Moulay-Abdallah, Rabat              | Burundi                                | 1 – 0                                  | 90                                     | Qualifs CAN 2021                       | -                                      | -                                      | Non                                    | Inter Milan                            |
| 35                                     | 8 juin 2021                            | Complexe sportif Moulay-Abdallah, Rabat              | Ghana                                  | 1 – 0                                  | 90                                     | Match amical                           | -                                      | -                                      | Non                                    | Inter Milan                            |
| 36                                     | 12 juin 2021                           | Complexe sportif Moulay-Abdallah, Rabat              | Burkina Faso                           | 1 – 0                                  | 90                                     | Match amical                           | 1                                      | -                                      | Non                                    | Inter Milan                            |
| 37                                     | 2 septembre 2021                       | Complexe sportif Moulay-Abdallah, Rabat              | Soudan                                 | 2 – 0                                  | 90                                     | Qualifs CDM 2022                       | -                                      | -                                      | Non                                    | Paris Saint-Germain                    |
| 38                                     | 6 octobre 2021                         | Complexe sportif Moulay-Abdallah, Rabat              | Guinée-Bissau                          | 5 – 0                                  | 90                                     | Qualifs CDM 2022                       | 1                                      | -                                      | Non                                    | Paris Saint-Germain                    |
| 39                                     | 9 octobre 2021                         | Stade Mohammed V, Casablanca                         | Guinée-Bissau                          | 0 – 3                                  | 90                                     | Qualifs CDM 2022                       | -                                      | -                                      | Non                                    | Paris Saint-Germain                    |
| 40                                     | 12 octobre 2021                        | Complexe sportif Moulay-Abdallah, Rabat              | Guinée                                 | 1 – 4                                  | 90                                     | Qualifs CDM 2022                       | -                                      | -                                      | Non                                    | Paris Saint-Germain                    |
| 41                                     | 12 novembre 2021                       | Complexe sportif Moulay-Abdallah, Rabat              | Soudan                                 | 0 – 3                                  | 82                                     | Qualifs CDM 2022                       | -                                      | -                                      | Non                                    | Paris Saint-Germain                    |
| 42                                     | 10 janvier 2022                        | Stade Ahmadou-Ahidjo, Yaoundé                        | Ghana                                  | 1 – 0                                  | 90                                     | CAN 2021                               | -                                      | -                                      | Non                                    | Paris Saint-Germain                    |
| 43                                     | 14 janvier 2022                        | Stade Ahmadou-Ahidjo, Yaoundé                        | Comores                                | 2 – 0                                  | 90                                     | CAN 2021                               | -                                      | -                                      | Non                                    | Paris Saint-Germain                    |
| 44                                     | 18 janvier 2022                        | Stade Ahmadou-Ahidjo, Yaoundé                        | Gabon                                  | 2 – 2                                  | 90                                     | CAN 2021                               | 1                                      | -                                      | Non                                    | Paris Saint-Germain                    |
| 45                                     | 25 janvier 2022                        | Stade Ahmadou-Ahidjo, Yaoundé                        | Malawi                                 | 2 – 1                                  | 90                                     | CAN 2021                               | 1                                      | -                                      | Non                                    | Paris Saint-Germain                    |
| 46                                     | 30 janvier 2022                        | Stade Ahmadou-Ahidjo, Yaoundé                        | Égypte                                 | 2 – 1                                  | 120                                    | CAN 2021                               | -                                      | -                                      | Non                                    | Paris Saint-Germain                    |
| 47                                     | 25 mars 2022                           | Stade des Martyrs, Kinshasa                          | RD Congo                               | 1 – 1                                  | 90                                     | Qualifs CDM 2022                       | -                                      | -                                      | Non                                    | Paris Saint-Germain                    |
| 48                                     | 29 mars 2022                           | Stade Mohammed-V, Casablanca                         | RD Congo                               | 4 – 1                                  | 90                                     | Qualifs CDM 2022                       | 1                                      | -                                      | Non                                    | Paris Saint-Germain                    |
| 49                                     | 1er juin 2022                          | TQL Stadium, Cincinnati                              | États-Unis                             | 3 – 0                                  | 77                                     | Match amical                           | -                                      | -                                      | Non                                    | Paris Saint-Germain                    |
| 50                                     | 9 juin 2022                            | Complexe sportif Moulay-Abdallah, Rabat              | Afrique du Sud                         | 2 – 1                                  | 90                                     | Qualifs CAN 2023                       | -                                      | -                                      | Non                                    | Paris Saint-Germain                    |
| 51                                     | 13 juin 2022                           | Stade Mohammed-V, Casablanca                         | Liberia                                | 0 – 2                                  | 90                                     | Qualifs CAN 2023                       | -                                      | -                                      | Non                                    | Paris Saint-Germain                    |
| 52                                     | 23 septembre 2022                      | Stade Cornellà-El Prat, Barcelone                    | Chili                                  | 0 – 2                                  | 90                                     | Match amical                           | -                                      | -                                      | Non                                    | Paris Saint-Germain                    |
| 53                                     | 27 septembre 2022                      | Stade Benito-Villamarín, Séville                     | Paraguay                               | 0 – 0                                  | 90                                     | Match amical                           | -                                      | -                                      | Non                                    | Paris Saint-Germain                    |
| 54                                     | 17 novembre 2022                       | Stade de Sharjah, Sharjah                            | Géorgie                                | 3 – 0                                  | 46                                     | Match amical                           | -                                      | -                                      | Non                                    | Paris Saint-Germain                    |
| 55                                     | 23 novembre 2022                       | Stade Al-Bayt, Al-Khor                               | Croatie                                | 0 – 0                                  | 90                                     | Coupe du monde 2022                    | -                                      | -                                      | Non                                    | Paris Saint-Germain                    |
| 56                                     | 27 novembre 2022                       | Stade Al-Thumama, Doha                               | Belgique                               | 0 – 2                                  | 68                                     | Coupe du monde 2022                    | -                                      | -                                      | Non                                    | Paris Saint-Germain                    |
| 57                                     | 1er décembre 2022                      | Stade Al-Thumama, Doha                               | Canada                                 | 1 – 2                                  | 85                                     | Coupe du monde 2022                    | -                                      | 1                                      | Non                                    | Paris Saint-Germain                    |
| 58                                     | 6 décembre 2022                        | Stade Education City, Al Rayyan                      | Espagne                                | 0 – 0 tab 3 - 0                        | 120                                    | Coupe du monde 2022                    | -                                      | -                                      | Non                                    | Paris Saint-Germain                    |
| 59                                     | 10 décembre 2022                       | Stade Al-Thumama, Doha                               | Portugal                               | 1 – 0                                  | 90                                     | Coupe du monde 2022                    | -                                      | -                                      | Non                                    | Paris Saint-Germain                    |
| 60                                     | 14 décembre 2022                       | Stade Al-Bayt, Al-Khor                               | France                                 | 2 – 0                                  | 90                                     | Coupe du monde 2022                    | -                                      | -                                      | Non                                    | Paris Saint-Germain                    |
| 61                                     | 17 décembre 2022                       | Stade international de Khalifa, Al-Rayyan            | Croatie                                | 2 – 1                                  | 90                                     | Coupe du monde 2022                    | -                                      | -                                      | Non                                    | Paris Saint-Germain                    |
| 62                                     | 25 mars 2023                           | Stade Ibn-Batouta, Tanger                            | Brésil                                 | 2 – 1                                  | 53                                     | Match amical                           | -                                      | -                                      | Non                                    | Paris Saint-Germain                    |
| 63                                     | 12 juin 2023                           | Complexe sportif Moulay-Abdallah, Rabat              | Cap-Vert                               | 0 – 0                                  | 90                                     | Match amical                           | -                                      | -                                      | Non                                    | Paris Saint-Germain                    |
| 64                                     | 17 juin 2023                           | FNB Stadium, Johannesbourg                           | Afrique du Sud                         | 1 – 2                                  | 90 min                                 | Éliminatoires de la CAN 2023           | 0                                      | 0                                      | Non                                    | Paris Saint-Germain                    |
| 65                                     | 12 septembre 2023                      | Stade Bollaert-Delelis, Lens                         | Burkina Faso                           | 1 – 0                                  | 90 min                                 | Match amical                           | 0                                      | 0                                      | Non                                    | Paris Saint-Germain                    |
| 66                                     | 14 octobre 2023                        | Stade Félix-Houphouët-Boigny, Abidjan                | Côte d'Ivoire                          | 1 – 1                                  | 90 min                                 | Match amical                           | 0                                      | 0                                      | Non                                    | Paris Saint-Germain                    |
| 67                                     | 17 octobre 2023                        | Stade Adrar, Agadir                                  | Liberia                                | 3 – 0                                  | 90 min                                 | Éliminatoires de la CAN 2023           | 0                                      | 1                                      | Oui                                    | Paris Saint-Germain                    |
| 68                                     | 21 novembre 2023                       | Benjamin Mkapa National Stadium, Dar es Salaam       | Tanzanie                               | 0 - 2                                  | 90 min                                 | Éliminatoires de la CDM 2026           | 0                                      | 0                                      | Non                                    | Paris Saint-Germain                    |
| 69                                     | 11 janvier 2024                        | Stade Auguste-Denise, San-Pédro                      | Sierra Leone                           | 3 - 1                                  | 90 min                                 | Match amical (non-FIFA)                | 0                                      | 0                                      | Oui                                    | Paris Saint-Germain                    |
| 70                                     | 17 janvier 2024                        | Stade Laurent Pokou, San-Pédro                       | Tanzanie                               | 3 – 0                                  | 90 min                                 | CAN 2023                               | 0                                      | 1                                      | Non                                    | Paris Saint-Germain                    |
| 71                                     | 21 janvier 2024                        | Stade Laurent Pokou, San-Pédro                       | RD Congo                               | 1 – 1                                  | 90 min                                 | CAN 2023                               | 1                                      | 0                                      | Non                                    | Paris Saint-Germain                    |
| 72                                     | 24 janvier 2024                        | Stade Laurent Pokou, San-Pédro                       | Zambie                                 | 1 – 0                                  | 90 min                                 | CAN 2023                               | 0                                      | 0                                      | Non                                    | Paris Saint-Germain                    |
| 73                                     | 30 janvier 2024                        | Stade Laurent Pokou, San-Pédro                       | Afrique du Sud                         | 0 – 2                                  | 90 min                                 | CAN 2023                               | 0                                      | 0                                      | Non                                    | Paris Saint-Germain                    |
| 74                                     | 22 mars 2024                           | Stade Adrar, Agadir                                  | Angola                                 | 1 – 0                                  | 90 min                                 | Match amical                           | 0                                      | 0                                      | Oui                                    | Paris Saint-Germain                    |
| 75                                     | 26 mars 2024                           | Stade Adrar, Agadir                                  | Mauritanie                             | 0 – 0                                  | 90 min                                 | Match amical                           | 0                                      | 0                                      | Oui                                    | Paris Saint-Germain                    |
| 76                                     | 7 juin 2024                            | Stade Adrar, Agadir                                  | Zambie                                 | 2 - 1                                  | 90 min                                 | Éliminatoires de la CDM 2026           | 0                                      | 0                                      | Non                                    | Paris Saint-Germain                    |
| 77                                     | 11 juin 2024                           | Stade des Martyrs, Kinshasa                          | Congo                                  | 0 - 6                                  | 90 min                                 | Éliminatoires de la CDM 2026           | 0                                      | 1                                      | Non                                    | Paris Saint-Germain                    |
| 78                                     | 6 septembre 2024                       | Stade Adrar, Agadir                                  | Gabon                                  | 4 – 1                                  | 90 min                                 | Éliminatoires de la CAN 2025           | 0                                      | 0                                      | Non                                    | Paris Saint-Germain                    |
| 79                                     | 9 septembre 2024                       | Stade Adrar, Agadir                                  | Lesotho                                | 0 – 1                                  | 90 min                                 | Éliminatoires de la CAN 2025           | 0                                      | 0                                      | Non                                    | Paris Saint-Germain                    |
| 80                                     | 12 octobre 2024                        | Stade d'honneur d'Oujda, Oujda                       | Centrafrique                           | 5 – 0                                  | 90 min                                 | Éliminatoires de la CAN 2025           | 1                                      | 0                                      | Oui                                    | Paris Saint-Germain                    |
| 81                                     | 15 octobre 2024                        | Stade d'honneur d'Oujda, Oujda                       | Centrafrique                           | 0 – 4                                  | 90 min                                 | Éliminatoires de la CAN 2025           | 0                                      | 0                                      | Oui                                    | Paris Saint-Germain                    |
| 82                                     | 15 novembre 2024                       | Stade de Franceville, Franceville                    | Gabon                                  | 1 – 5                                  | 90 min                                 | Éliminatoires de la CAN 2025           | 0                                      | 1                                      | Oui                                    | Paris Saint-Germain                    |
| 83                                     | 21 mars 2025                           | Stade d'honneur d'Oujda, Oujda                       | Niger                                  | 1 – 2                                  | 90 min                                 | Éliminatoires de la CDM 2026           | 0                                      | 0                                      | Oui                                    | Paris Saint-Germain                    |
| 84                                     | 6 juin 2025                            | Complexe sportif, Fès                                | Tunisie                                | 2 – 0                                  | 90 min                                 | Match amical                           | 1                                      | 0                                      | Oui                                    | Paris Saint-Germain                    |
| 85                                     | 9 juin 2025                            | Complexe sportif, Fès                                | Bénin                                  | 1 – 0                                  | 8 min                                  | Match amical                           | 0                                      | 0                                      | Oui                                    | Paris Saint-Germain                    |

| Résultat : - G = Match gagné - N = Match nul - P = Match perdu |

### Buts internationaux
| Buts internationaux de Achraf Hakimi | Buts internationaux de Achraf Hakimi | Buts internationaux de Achraf Hakimi                | Buts internationaux de Achraf Hakimi | Buts internationaux de Achraf Hakimi | Buts internationaux de Achraf Hakimi | Buts internationaux de Achraf Hakimi | Buts internationaux de Achraf Hakimi | Buts internationaux de Achraf Hakimi | Buts internationaux de Achraf Hakimi |
| #                                    | Date                                 | Lieu                                                | Compétition                          | Résultat                             | Adversaire                           | Détail                               | Détail                               | Détail                               | Sél.                                 |
| ------------------------------------ | ------------------------------------ | --------------------------------------------------- | ------------------------------------ | ------------------------------------ | ------------------------------------ | ------------------------------------ | ------------------------------------ | ------------------------------------ | ------------------------------------ |
| 1er                                  | 1er septembre 2017                   | Complexe sportif Moulay-Abdallah, Rabat, Maroc      | Éliminatoires de la CDM 2018         | V 6-0                                | Mali                                 | 72e                                  | p. droit                             | 4-0                                  | 2e                                   |
| 2e                                   | 19 mars 2019                         | Stade du Prince Louis Rwagasore, Bujumbura, Burundi | Éliminatoires de la CAN 2019         | V 0-3                                | Burundi                              | 82e                                  | p. droit                             | 0-3                                  | 28e                                  |
| 3e                                   | 13 novembre 2020                     | Stade Mohammed-V, Casablanca, Maroc                 | Éliminatoires de la CAN 2021         | V 4-1                                | Centrafrique                         | 10e                                  | p. droit                             | 1-0'                                 | 31e                                  |
| 4e                                   | 12 juin 2021                         | Complexe sportif Moulay-Abdallah, Rabat, Maroc      | Match amical                         | V 1-0                                | Burkina Faso                         | 51e                                  | p. droit (coup-franc)                | 1-0                                  | 36e                                  |
| 5e                                   | 6 octobre 2021                       | Complexe sportif Moulay-Abdallah, Rabat, Maroc      | Éliminatoires de la CDM 2022         | V 5-0                                | Guinée-Bissau                        | 31e                                  | p. droit                             | 1-0                                  | 38e                                  |
| 6e                                   | 18 janvier 2022                      | Stade Ahmadou-Ahidjo, Yaoundé, Cameroun             | CAN 2021                             | N 2-2                                | Gabon                                | 84e                                  | p. droit (coup-franc)                | 2-2                                  | 44e                                  |
| 7e                                   | 25 janvier 2022                      | Stade Ahmadou-Ahidjo, Yaoundé, Cameroun             | CAN 2021                             | V 2-1                                | Malawi                               | 70e                                  | p. droit (coup-franc)                | 2-1                                  | 45e                                  |
| 8e                                   | 29 mars 2022                         | Stade Mohammed-V, Casablanca, Maroc                 | Éliminatoires de la CDM 2022         | V 4-1                                | RD Congo                             | 69e                                  | p. droit                             | 4-0                                  | 48e                                  |
| 9e                                   | 21 janvier 2024                      | Stade Laurent Pokou, San-Pédro, Côte d'Ivoire       | CAN 2023                             | N 1-1                                | RD Congo                             | 6e                                   | p. droit                             | 1-0                                  | 70e                                  |
| 10e                                  | 12 octobre 2024                      | Stade d'honneur d'Oujda, Oujda, Maroc               | Éliminatoires de la CAN 2025         | V 5-0                                | Centrafrique                         | 45e                                  | p. gauche                            | 3-0'                                 | 80e                                  |
| 11e                                  | 6 juin 2025                          | Complexe sportif, Fès, Maroc                        | Match amical                         | V 2-0                                | Tunisie                              | 80e                                  |                                      | 1-0                                  | 84e                                  |

## Palmarès et distinctions personnelles

### En club
Formé au Real Madrid, il a été promu en équipe première par Zinédine Zidane et remporte son premier titre en soulevant la Coupe du monde des clubs en 2017 ainsi que la Ligue des champions la même année sans pour autant être sur la feuille de match de la finale.
Il a ensuite rejoint Borussia Dortmund, lors de sa première saison, il a remporté la Supercoupe d'Allemagne et vice-champion de Bundesliga en 2019 et 2020 puis l'Inter Milan avec qui il est champion d'Italie en 2021.
Au Paris Saint-Germain, il remporte le championnat de France lors des saisons 2021-2022, 2022-2023, 2023-2024 et 2024-2025, le Trophée des champions en 2022, 2023 et 2024, la Coupe de France en 2024 et 2025, la Ligue des champions en 2025 ainsi que la Supercoupe de l'UEFA en 2025. Il est également finaliste de la Coupe du monde des clubs en 2025.

### En sélection
Avec l'équipe olympique du Maroc, Hakimi obtient la médaille de bronze aux Jeux olympiques de 2024.
| Real Madrid (2)                                                                              | Paris Saint-Germain (11) | Borussia Dortmund (1)                                                                         | Inter Milan (1)                | Maroc olympique                  |
| -------------------------------------------------------------------------------------------- | --- | --------------------------------------------------------------------------------------------- | ------------------------------ | -------------------------------- |
| - Coupe du monde des clubs : - Vainqueur en 2017 - Ligue des champions : - Vainqueur en 2018 | - Championnat de France : - Champion en 2022, 2023, 2024 et 2025 - Coupe de France : - Vainqueur en 2024 et 2025 - Trophée des champions : - Vainqueur en 2022, 2023 et 2024 - Finaliste en 2021 - Ligue des champions : - Vainqueur en 2025 - Coupe du monde des clubs : - Finaliste en 2025 - Supercoupe de l'UEFA : - Vainqueur en 2025 | - Bundesliga : - Vice-champion en 2019 et 2020 - Supercoupe d’Allemagne : - Vainqueur en 2019 | - Serie A : - Champion en 2021 | - Jeux olympiques : - 3e en 2024 |

### Distinctions individuelles
Après son transfert au Borussia Dortmund, il remporte le Bundesliga Rookie Award pour sa première saison en Bundesliga, après avoir remporté le titre de meilleur jeune joueur du mois "Rookie of the month" en septembre 2018, novembre 2018, et décembre 2019. Il est également dans l'équipe type de Bundesliga la saison suivante. Ses performances en Ligue des champions avec Dortmund lui ont valu d'être nommé pour le titre du meilleur joueur de plusieurs journées de la compétition en 2018 et est dans l'équipe type des révélation de l'année 2019. Il a également été inclus dans l'équipe type de la Ligue des champions en 2018. Lors de la saison 2018-2019 en Bundesliga, il établit un record de vitesse en atteignant une vitesse de 36,52 km/h, battu depuis. Il est élu meilleur jeune joueur africain: 2018, 2019,
En 2020 Hakimi a été reconnu comme le joueur africain le plus rapide de l'histoire du football et le deuxième plus rapide au monde selon La Gazzetta dello Sport. En 2021, lors de son passage à l'Inter Milan, Hakimi fait partie de l'équipe type de Serie A en 2021 et de l'équipe type 2021 d'Europe par European Sports Media[réf. nécessaire], ainsi que de l'équipe type 2021 du Monde par l'IFFHS. Il a été élu meilleur latéral droit du monde en 2021 par le réseau ESPN.
En 2022, Hakimi a été désigné comme le meilleur latéral droit du monde selon un sondage mondial réalisé par Goal et FIFA 2022 et est de nouveau inclus dans l'équipe type 2022 du Monde par IFFHS. Il a également été membre de l'équipe-type de la Ligue 1 par CIES pour sa première saison en France[réf. nécessaire]. En 2023, Achraf Hakimi est inclus dans l'équipe type mondiale 2023 par Marca, ainsi que l'équipe-type du Onze d'or 2023. Il est dans l'équipe type de la Ligue 1 lors des Trophées UNFP du football 2023 puis de nouveau dans l'équipe type des Trophées UNFP du football 2024 et 2025. Enfin, il a été élu meilleur latéral droit du monde en 2023 par ESPN. Il figure aussi dans l'équipe type de la Ligue des champions en 2025 après avoir été homme du match lors d'un match de poule contre le PSV Eindhoven et en demi-finale retour contre Arsenal. Il est également membre de l'équipe-type de la Coupe du monde des clubs 2025.
Au niveau continental, France Football le désigne en tant que latéral droit dans l'équipe type du Maghreb et dans l'équipe type africaine en  2018, 2019, 2020, 2021. Il est dans l'équipe africaine de l'année par IFFHS en 2020, 2021, 2022, 2023, 2024 et remporte l'UMFP meilleur marocain évoluant à l'étranger: 2020–21, 2021–22. Il figure parmi les finalistes du Prix Marc-Vivien Foé en 2024 et il en est le lauréat en 2025. Il remporte également le Globe Soccer Awards meilleur jeune joueur arabe de l'année en 2019, le Joy Awards Arab Sportif de l'année en 2022, et le Lion d'Or Africain Footballeur de l'année en 2024. En 2022, le IFFHS l'inclus dans l'équipe type de l'histoire du football marocain.
Avec la sélection, il est dans le onze type de la Coupe d'Afrique des Nations en 2021 et est élu homme du match contre le Canada à la Coupe du monde 2022. Il est dans l'équipe type de l'année de la CAF en 2019, 2023, 2024.

### Classements aujoueur africain de l'année
| Année | Classement | Club                | Vainqueur       |
| ----- | ---------- | ------------------- | --------------- |
| 2023  | 2e         | Paris Saint-Germain | Victor Osimhen  |
| 2024  | 2e         | Paris Saint-Germain | Ademola Lookman |

### Classements au prix duMeilleur footballeur de l'année FIFA
| Année | Place | Points | Club                | Vainqueur             |
| ----- | ----- | ------ | ------------------- | --------------------- |
| 2022  | 8e    | 15     | Paris Saint-Germain | Lionel Messi (52 pts) |

### Records
- Défenseur le plus décisif de l’histoire sur une seule campagne de Ligue des champions de l’UEFA avec 4 buts et 5 passes décisives lors de la saison 2024-2025 avec le Paris Saint-Germain[232].
- Premier joueur marocain à avoir marqué un but en finale lors de la Ligue des champions de l’UEFA 2025[233].
- Premier joueur du Paris Saint-Germain à inscrire un but en finale lors de la Ligue des champions de l’UEFA 2025.
- Premier  joueur arabe de l'histoire à gagner deux Ligue des Champions de l'UEFA (avec le Real Madrid en 2018 et le PSG en 2025).
- Joueur maghrébin le plus capé de l'histoire de la Ligue des Champions avec 64 matchs[234].
- Deuxième marocain de l'histoire à disputer une finale de Ligue des Champions de l'UEFA (après Redouane Hajry en 1988 avec le Benfica Lisbonne)
- Deuxième joueur africain le plus couronné de l'histoire de la Ligue des Champions (2) (derrière Samuel Eto'o qui en détient (3)
- Premier défenseur de l'histoire à remporter la Ligue des Champions de l'UEFA après avoir inscrit un but en quart de finale, demi-finale et finale.
- Défenseur africain le plus cher jamais transféré (de l'Inter Milan vers le PSG en 2021 pour 68 millions d’euros)[235].

## Décorations
- Officier de l'ordre du Trône — Le 20 décembre 2022, il est décoré officier de l'ordre du Wissam al-Arch[236] — ordre du Trône[237] — par le roi Mohammed VI au Palais royal de Rabat[réf. nécessaire].